# San Cristóbal de la Polantera
San Cristóbal de la Polantera és un municipi de la província de Lleó a la comunitat autònoma de Castella i Lleó. Forma part de la comarca de Páramo Leonés.

## Demografia
| 1991 |  | 1996 |  | 2001 |  | 2004 |
| ---- |  | ---- |  | ---- |  | ---- |
| 1304 |  | 1178 |  | 1040 |  | 970  |